# Relatieve luchtvochtigheid
De relatieve luchtvochtigheid, in procenten, geeft aan hoeveel waterdamp zich in de lucht bevindt ten opzichte van de maximale hoeveelheid waterdamp.
Gasmengsels zoals lucht kunnen bij temperaturen onder het kookpunt van water slechts een beperkte hoeveelheid waterdamp bevatten; die hoeveelheid hangt af van de temperatuur en de luchtdruk. Als zo'n gasmengsel meer waterdamp zou bevatten zou condensatie op gaan treden. Bij temperaturen boven het kookpunt van water kan een gasmengsel een ongelimiteerde hoeveelheid waterdamp bevatten zonder dat condensatie optreedt.
De relatieve luchtvochtigheid is een verhouding die aangeeft hoeveel waterdamp lucht bevat ten opzichte van de maximale hoeveelheid waterdamp die de lucht kan bevatten. Een waarde van 100% wijst op de maximale hoeveelheid waterdamp: de lucht is dan verzadigd. Bij een relatieve luchtvochtigheid van 50% bevat de lucht de helft van de maximale hoeveelheid waterdamp. Hoe warmer lucht is hoe meer waterdamp deze kan bevatten.
Buitenshuis kan de relatieve luchtvochtigheid enorm variëren, van minder dan 20% tot 100%. Binnen bedraagt de relatieve luchtvochtigheid meestal 40 - 60%. In een geventileerde ruimte kan de vochtigheid afhankelijk van de weersomstandigheden en eventuele verwarming echter ook binnenshuis enkele tientallen procenten afwijken. In de badkamer is de relatieve luchtvochtigheid meestal het hoogst.
Als de relatieve luchtvochtigheid 100% bereikt, zal de onzichtbare waterdamp neerslaan in druppels. Er ontstaat dan mist, dauw of rijp. In kamers zal de relatieve vochtigheid bij de ramen, waar het vooral 's winters kouder is, hoger zijn dan in het midden van de kamer. Als de lucht vlak bij het raam zo koud wordt dat de relatieve luchtvochtigheid 100% bereikt moet er waterdamp uit de lucht verdwijnen. De overtollige waterdamp slaat neer op het raam in de vorm van druppeltjes (condens). Het raam beslaat.
De relatieve luchtvochtigheid wordt gemeten met een hygrometer, een elektronisch apparaat met sensor of een eenvoudige haarhygrometer. De lengte van de haar is een maat voor de luchtvochtigheid. Een ontvette mensenhaar wordt langer als de relatieve luchtvochtigheid toeneemt. Die lengteverandering wordt overgebracht naar een wijzer, die de vochtigheid aangeeft.

## Definitie
De relatieve luchtvochtigheid {\displaystyle \left(\phi \right)} van een mengsel van lucht en water wordt gedefinieerd als de verhouding van de partiële druk van de waterdamp (H2O) {\displaystyle \left({e_{w}}\right)} in het mengsel en de verzadigde dampdruk van water {\displaystyle \left({{e^{*}}_{w}}\right)} bij een voorgeschreven temperatuur.
Relatieve luchtvochtigheid wordt doorgaans gegeven als een percentage en wordt berekend met de volgende formule:
{\displaystyle \phi ={{e_{w}} \over {{e^{*}}_{w}}}\times 100\%}

## Relatieve luchtvochtigheid en klimaat
Zowel een te vochtige als te droge atmosfeer wordt bij bepaalde temperaturen als onaangenaam ervaren. Uit de weerberichten bekende begrippen als drukkend, kil, guur en waterkoud hebben te maken met een zeer hoge luchtvochtigheid. Bij schraal weer bevat de lucht weinig waterdamp en is de relatieve vochtigheid heel laag.
De laagste waarden van de relatieve vochtigheid worden in Nederland gemeten in mei en juni, gemiddeld zo'n 70 tot 80%.

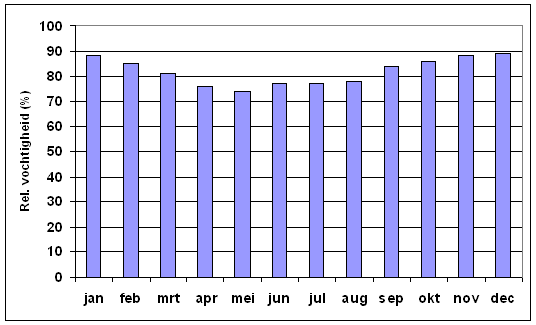
Jaarverloop relatieve vochtigheid in De Bilt

Vooral in het voorjaar daalt de relatieve luchtvochtigheid soms tot extreem lage waarden van minder dan 20%. Dat gebeurt wanneer koude lucht van noordelijke breedten wordt aangevoerd. Op zulke zeer droge dagen is de lucht diepblauw van kleur, loopt de temperatuur overdag snel op om 's avonds weer sterk te dalen. De dagelijkse gang van de temperatuur, het verschil tussen dag en nacht, kan soms meer dan 20 graden bedragen. Onder zulke omstandigheden is er kans op vorst aan de grond of zelfs nog vorst op de normale waarnemingshoogte van anderhalve meter.
Zo'n dag was 1 april 1965. In De Bilt wees de hygrometer volgens registraties van een hygrograaf toen korte tijd 6% aan, zover bekend de laagste relatieve vochtigheid die hier ooit is gemeten. Zo'n extreem lage relatieve vochtigheid komt gewoonlijk alleen in woestijngebieden voor. In Venlo is die dag een nog lagere stand van 4% afgelezen. Op verscheidene plaatsen is de vochtigheid tot rond 10% gedaald en een tweede hygrometer op de toren van het KNMI in De Bilt wees ook een stand van slechts 9% aan. De datum van het record doet wellicht vermoeden dat het om een grap zou gaan, maar dat is niet het geval. Toch zijn de waarden twijfelachtig en zijn ze niet in de officiële database van de klimatologische dienst verwerkt. De operationele instrumenten gaven minder lage waarden aan.
In de tropen varieert de relatieve luchtvochtigheid tussen de 60% en 90%.

## Relatieve luchtvochtigheid en binnenklimaat
In een kamer die goed afgesloten is, daalt de relatieve luchtvochtigheid als er gestookt wordt, omdat de absolute hoeveelheid vocht in de lucht hetzelfde blijft en de warmere lucht veel meer vocht zou kunnen bevatten. Gaat de verwarming weer uit, dan stijgt de relatieve luchtvochtigheid weer. Ventileren helpt niet tegen een lage luchtvochtigheid, want wanneer de koude lucht van buiten de kamertemperatuur heeft bereikt is hij veel droger geworden, de relatieve luchtvochtigheid daalt immers door verwarmen.
Om dezelfde reden helpt ventilatie niet om veelvoorkomende vochtproblemen in kelders op te lossen. Deze vochtproblemen, die dan 's zomers optreden, zijn het gevolg van condensatie aan koude keldermuren en vloeren. De warme en vochtige buitenlucht condenseert aan koude oppervlakten in de koele kelder. Hier helpt alleen luchtontvochtiging, bij voorkeur in combinatie met een beperking (!) van de ventilatie.
Vochtproblemen in een badkamer zijn vrijwel altijd het gevolg van condensatie. Dit ontstaat door de zeer hoge luchtvochtigheid, en dan vooral in combinatie met een matige isolatie. De lucht in de nabijheid van koude buitenmuren zal daardoor gemakkelijk tot onder het dauwpunt afkoelen waardoor die plaatsen nat worden en schimmelgroei kan ontstaan. Verwarmen helpt in een dergelijke situatie maar gedeeltelijk. De warme lucht neemt weliswaar meer vocht op, maar vervolgens condenseert die grotere hoeveelheid vocht op dezelfde koude oppervlakten. Op de door stook verwarmde oppervlakken (boven radiatoren) zal geen condensatie optreden. Deze vochtproblemen zullen verminderen door isolatie van de koude oppervlakten, en vooral door ventilatie van de zeer vochtige lucht.
Een grove indeling voor de relatieve luchtvochtigheid in huis is:
1. onder 50%: laag
2. 50 - 60%: matig
3. boven 60%: hoog

De relatieve luchtvochtigheid binnenshuis is van belang voor mensen, dieren, planten, houten meubels, boeken, parket, elektronische apparatuur en muziekinstrumenten als de piano en de harp en slaginstrumenten met een niet-synthetisch vel (bijvoorbeeld geitenhuid enzovoorts) zoals de djembé.
De relatieve luchtvochtigheid beïnvloedt de verdamping. Hoe droger de lucht, hoe meer vocht mens, dier en plant zullen afstaan. Mens en dier kunnen droge slijmvliezen krijgen, waardoor droge ogen, een droge neus en keelklachten kunnen optreden. Woestijnplanten hebben weinig last van een lage relatieve luchtvochtigheid, ze hebben weinig huidmondjes, die ze ook nog kunnen afsluiten. Tropische planten zullen echter uitdrogen in droge kamers en kunnen beter in de warme kas worden gehouden. Houten meubels kunnen krimpen en scheuren in droge lucht en muziekinstrumenten raken ontstemd (gaan vals klinken).
Een hoge relatieve luchtvochtigheid kan ervoor zorgen dat men zijn vocht moeilijk kwijt kan, het vocht blijft in druppels op de huid staan en verdampt nauwelijks. Normaal gesproken zal hier binnenshuis geen sprake van zijn, maar in een warme kas kan het wel optreden.
Er zijn luchtbevochtigers op de markt, die de relatieve luchtvochtigheid kunnen verhogen. Dat kan overigens  met een waterkoker worden bereikt, of door de "klassieke" verdampingsbakjes aan radiatoren. In de meeste gevallen moet de verdampingswarmte worden geleverd, tenzij dit via een adiabatisch proces gebeurt, bijvoorbeeld met behulp van een ultrasonische luchtbevochtiger.
Er bestaan luchtontvochtigers, die de lucht droger kunnen maken op plekken waar dat gewenst is. Luchtontvochtigers werken door koeling van de lucht, waardoor vocht condenseert, waarna de lucht weer wordt opgewarmd. Deze opwarming wordt bereikt met een warmtewisselaar waarbij de warmte uit de warme instromende lucht wordt gebruikt. Luchtontvochtigers kunnen bijvoorbeeld worden toegepast in badkamers en kelders om schimmelgroei tegen te gaan (niet: caravans, want deze trekken slechts even vochtige lucht uit hun omgeving aan).